# Snails in the Rain
Snails in the Rain (Ebraico: שבלולים בגשם, Shablulim BaGeshem) è un film del 2013 diretto da Yariv Mozer.
La pellicola, prodotta dalla Francia e da Israele, è dedicata ad Amos Guttman e ispirata al libro The Garden of Dead Trees di Yossi Avni Levy sceneggiato dal regista Mozer che è anche tra gli interpreti.

## Trama
(Richilin)
Boaz è un uomo che ha tutto dalla vita: ha una fidanzata, Noa, stupenda; segue gli studi all'università per poter avere un brillante futuro e ha infine staccato i ponti con sua madre, Ruth. L'unica cosa che gli manca è una borsa di studio per avere una casa a Gerusalemme. Dopo aver mandato la richiesta, l'uomo controlla ogni giorno la sua casella di posta, ma trova tutt'altra cosa: una lettera d'amore anonima da parte di un uomo.
L'ammiratore segreto di Boaz sembra appena entrato in una crisi depressiva e dice di essere profondamente innamorato di lui, arrivando perfino a immaginare Boaz quando ha un rapporto sessuale con altri uomini. Le lettere all'inizio non sconvolgono tanto il protagonista, ma col passare del tempo, l'uomo nota di non poter più nascondere le sue pulsioni sessuali nei confronti degli uomini. Infatti Boaz prova attrazione per altri uomini, ma nessuno lo immagina minimamente, visto che è fidanzato con Noa. Quest'ultima scopre delle lettere e ricorda quando, in passato, Boaz le aveva presentato il suo professore dell'università. La ragazza ricorda il suo sguardo, lo sguardo di un uomo innamorato. Noa, all'inizio rimane indifferente di fronte ogni lettera, ma quando nota, con l'ultima lettera, che Boaz è sul punto di cedere all'attrazione che prova per il mittente misterioso e che il professore ha chiesto all'uomo di accendere tre volte le luci della cucina se ha intenzione di continuare a sentirlo, la ragazza decide quindi di affrontarlo una volta per tutte.
Trovando delle lettere che confermano la colpevolezza dell'insegnante, Noa gli chiede di lasciarlo in pace. L'insegnante, Richlin, attende fino alle dieci di sera, per poi andare fuori casa sua e attendere la decisione del ragazzo. Boaz accende due volte le luci della cucina, ma non riesce ad accenderle una terza volta: ha ancora timore di accettare la sua parte omosessuale. Esce allora frettolosamente di casa arrivando in un luogo di battuage, facendosi masturbare da un prostituto per poi successivamente scappare. Tornato a casa, Boaz si fa una doccia, mentre Noa lo cinge con le braccia.
Il giorno dopo Boaz viene a sapere che Richlin si è dimesso e comprende che era stato lui a mandare quelle lettere. Una serie di sequenze (molto probabilmente dovute all'immaginazione di Richlin) mostrano Noa e Boaz insieme a loro figlio.